# Stazione di Monti-Telti
La stazione di Monti-Telti, già stazione di Monti, è una stazione ferroviaria presente lungo la ferrovia Cagliari-Golfo Aranci, al servizio dei comuni di Monti (nel cui territorio è situata) e Telti.

## Storia

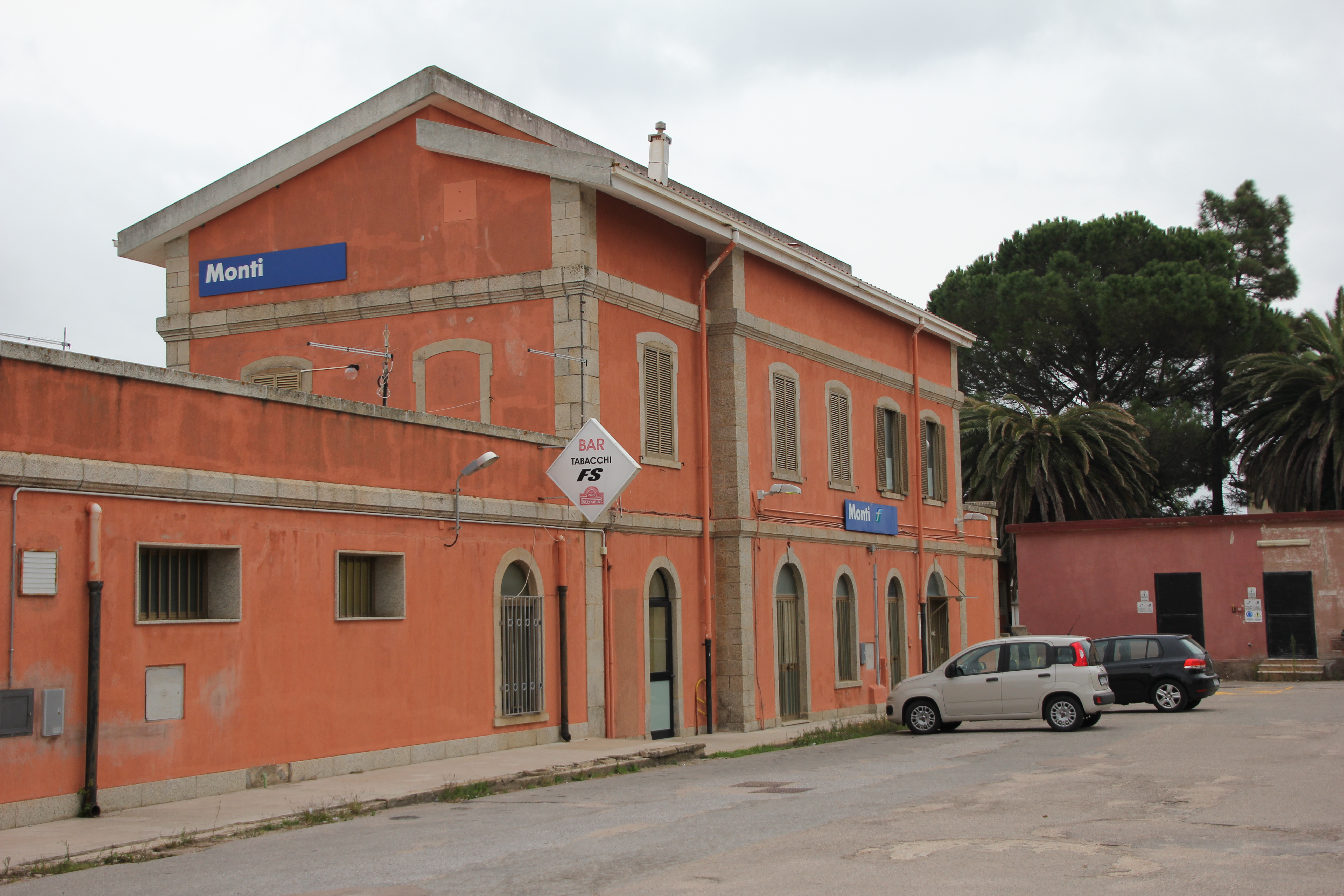
Al momento dell'apertura, lo scalo portava il nome della sola Monti, a cui si affiancò quello di Telti nel secondo dopoguerra

Lo scalo nacque per iniziativa della Compagnia Reale delle Ferrovie Sarde, che durante la costruzione del tronco gallurese della Dorsale Sarda, decise di fornire una stazione all'abitato di Monti, nelle cui campagne sarebbero transitati i treni.
Fu così che il 1º dicembre 1880, con l'apertura del tratto Oschiri-Monti della linea per Cagliari e Golfo Aranci, venne inaugurato lo scalo situato tra i territori di Monti e Telti, che inizialmente portava il nome della sola Monti. La stazione fu per alcuni mesi il capolinea gallurese della Dorsale Sarda, sino al 15 marzo 1881, data in cui fu aperto all'esercizio un ulteriore tronco della ferrovia, avente origine dall'impianto e terminante nella stazione di Terranova Pausania (in seguito Olbia).

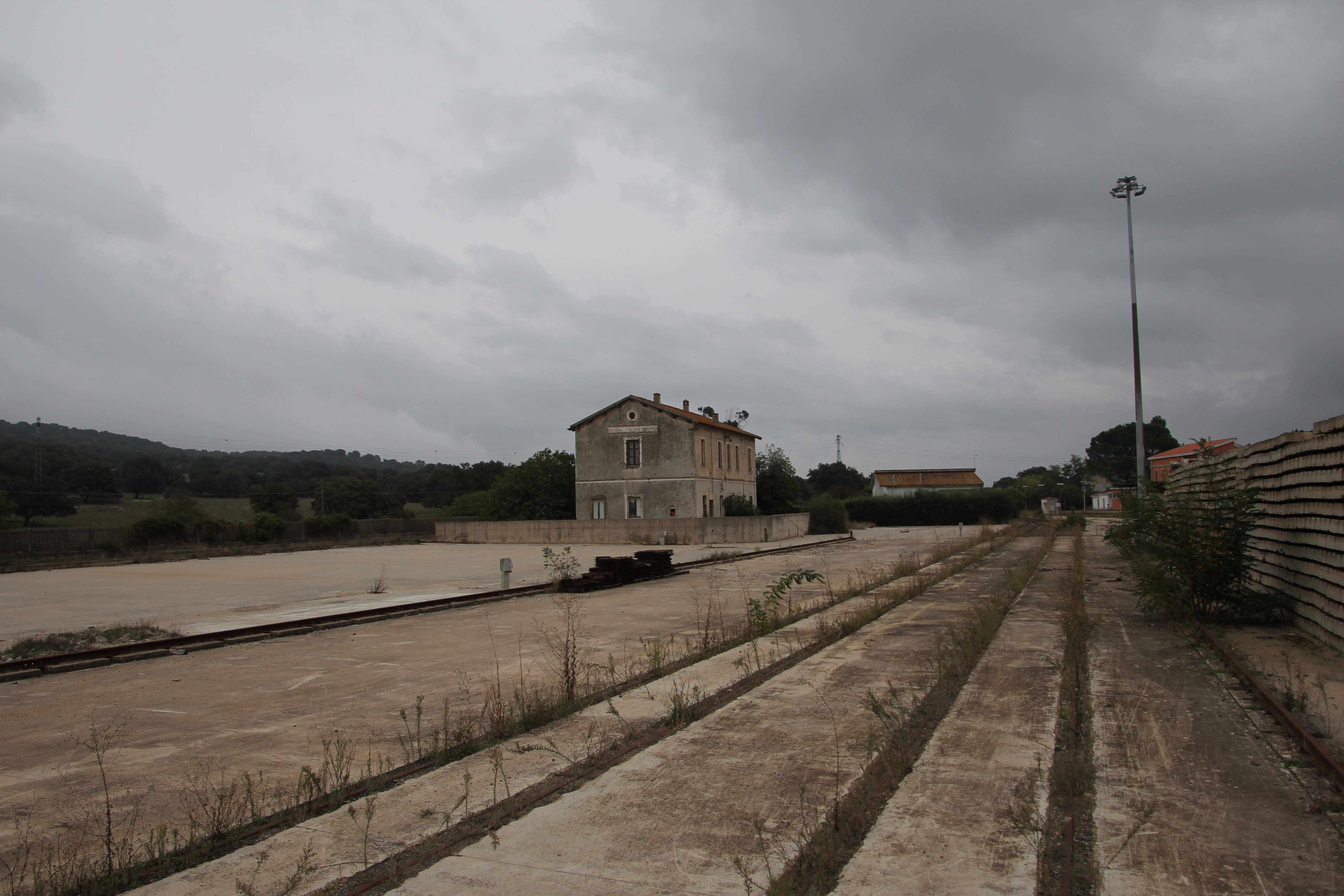
L'area del terminal merci della stazione, in disuso dagli anni duemila; al centro l'ex fabbricato viaggiatori delle SFSS, precedente utilizzatore dell'area

In quello stesso decennio prese forma anche il progetto della rete ferroviaria secondaria della Sardegna, che portò il 15 febbraio 1888 all'inaugurazione di una linea per Tempio Pausania da parte della Società italiana per le Strade Ferrate Secondarie della Sardegna. Inizialmente, nel 1888, le SFSS e le Ferrovie Reali si accordarono per l'esercizio in comune della stazione, ma in seguito per via di alcuni problemi di natura burocratica le SFSS si dotarono di un proprio scalo, attiguo al fascio binari a scartamento ridotto nella parte nord degli impianti, salvo poi chiuderlo una volta raggiunta una nuova e definitiva intesa con le Ferrovie Reali per l'utilizzo promiscuo della stazione di queste ultime, destinando lo scalo SFSS a sole finalità di servizio. La realizzazione della linea per Tempio Pausania rese l'area ferroviaria di Monti il crocevia obbligato per il trasporto di persone e merci (soprattutto sughero) provenienti o dirette nel Limbara in quegli anni.
Nel 1920 la stazione passò alla gestione delle Ferrovie dello Stato, mentre sul fronte delle concessionarie della linea per Tempio alle SFSS subentrarono le Ferrovie Complementari della Sardegna nel 1921 e le Strade Ferrate Sarde nel 1941. Nel secondo dopoguerra venne chiusa, il 20 luglio 1958, la linea per Tempio (smantellata da Monti a Luras). Dall'area dove avevano sede gli impianti di questa ferrovia furono rimossi i binari a scartamento ridotto, che lasciarono spazio a nuovi fasci a scartamento ordinario, in particolare dagli anni ottanta, nell'ambito di un potenziamento della stazione per il servizio merci. La stazione, ribattezzata "Monti-Telti" a metà anni sessanta, fu quindi particolarmente attiva per questo genere di trasporto nell'ultima parte del Novecento, in particolare per quanto concerne la movimentazione dei blocchi di granito estratti nelle cave della Gallura. Tale attività verrà tuttavia interrotta nel 2008, con la cessazione da parte di Trenitalia Cargo del servizio merci in Sardegna.

## Strutture e impianti

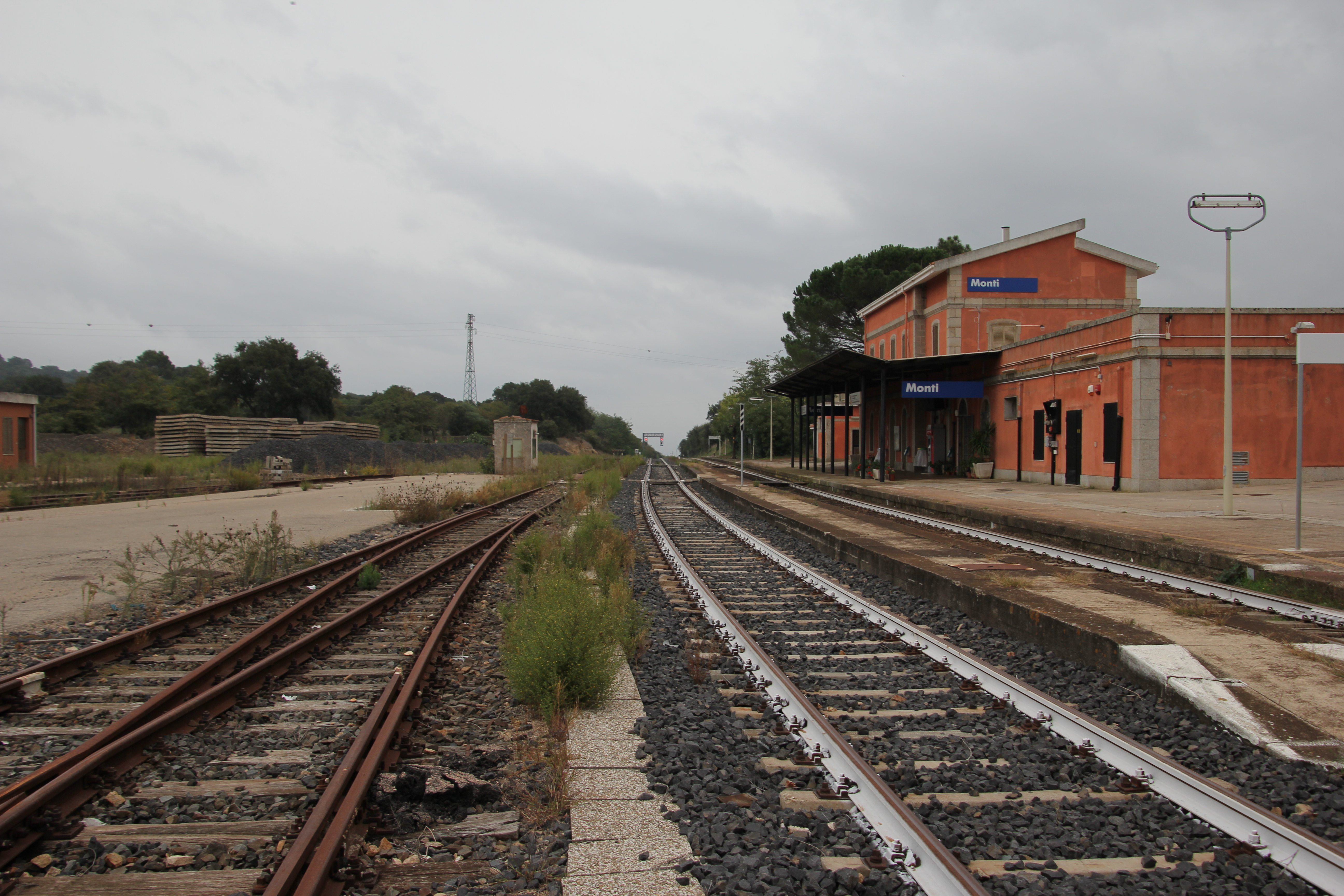
In primo piano i binari tre (a sinistra) e due, sulla destra quello di corsa ed il fabbricato viaggiatori

La stazione, situata in linea d'aria a circa due chilometri e mezzo a nord di Monti e a circa sei a sud ovest di Telti, è costruita come scalo passante lungo la ferrovia Cagliari-Golfo Aranci. La dotazione di binari dello scalo (tutti a scartamento ordinario) comprende due unità utilizzate per il servizio viaggiatori, di cui il primo binario di corsa ed il secondo passante. Ognuno di essi è servito da una banchina: la prima, attigua al fabbricato viaggiatori, è dotata anche di una pensilina, mentre quella al servizio del secondo binario è situata tra questo e quello di corsa. Dal binario due se ne dirama un terzo (anch'esso passante), affiancato ai primi due dinanzi al fabbricato viaggiatori, da cui hanno origine due tronchini ed il fascio merci, formato da tre ulteriori binari tronchi. Lo scalo merci dell'impianto, utilizzato in passato principalmente per il trasporto di granito e dotato anche di un piano caricatore, è rimasto in disuso dopo la dismissione del servizio di treni merci in Sardegna nel 2008, ed occupa l'area che in passato ospitava i binari delle Strade Ferrate Sarde.
Con la ferrovia per Tempio in attività, e anche nei decenni successivi alla sua chiusura, la stazione comprendeva infatti parte delle infrastrutture per l'esercizio di questa linea, stante il piazzale comune tra i due scartamenti e gli accordi tra le amministrazioni ferroviarie: da questo punto di vista erano presenti complessivamente 4 binari tronchi a scartamento da 950 mm, con un piano caricatore comune alla rete FS ed un magazzino merci. Da uno di questi binari inoltre si diramava il binario verso la confinante stazione che ebbe come ultimo gestore le SFS.

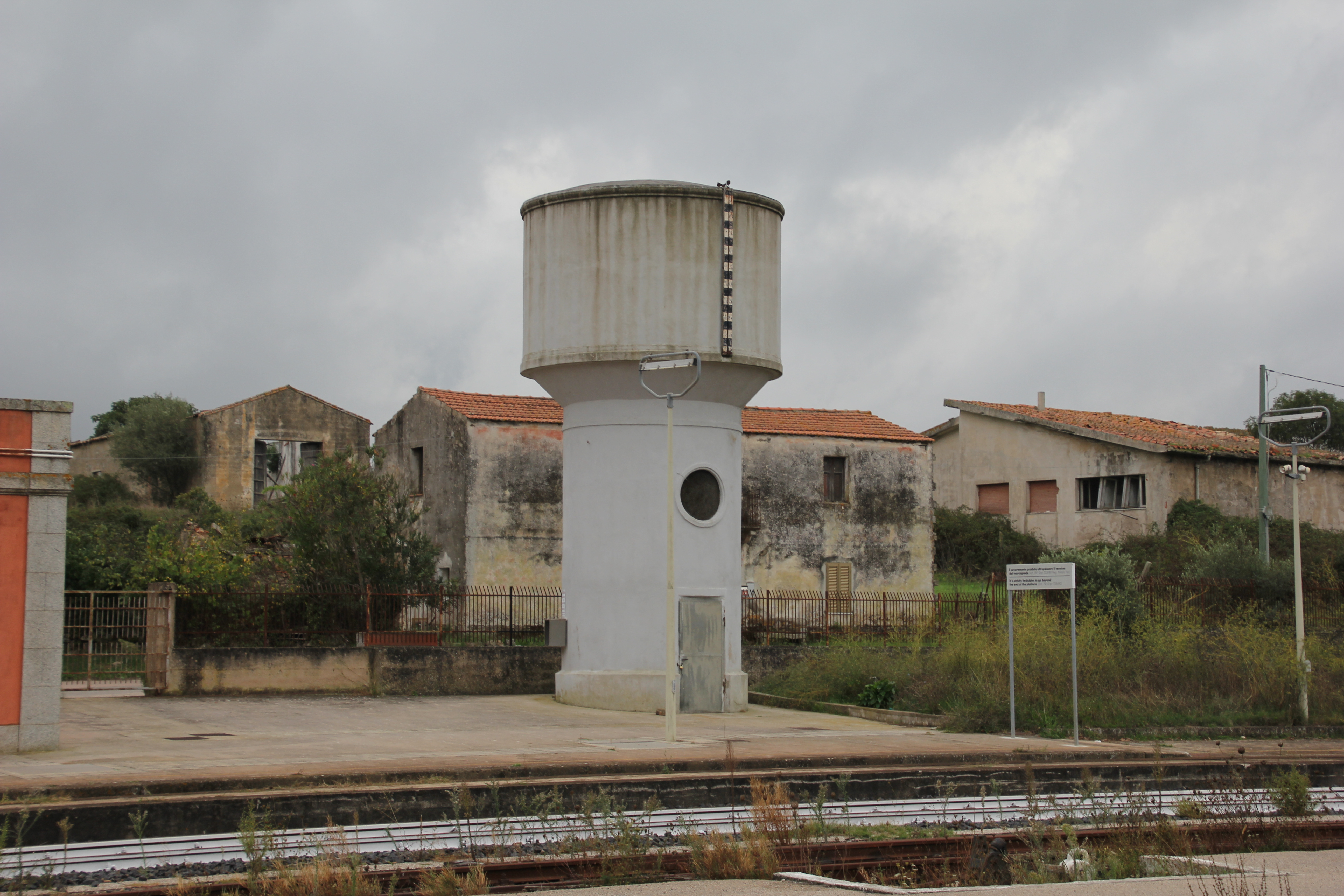
La torre dell'acqua della stazione

La maggior parte dei fabbricati dell'impianto si trova sul lato sud dello scalo: tra di essi il fabbricato viaggiatori, edificio a pianta rettangolare composto da una parte centrale con sviluppo su due piani più tetto a falde, e da due corpi laterali estesi su un singolo piano con terrazze in cima. A est dello stesso trovano posto in un altro edificio i servizi igienici, affiancati da un altro fabbricato, mentre ad ovest si trova la torre dell'acqua dell'impianto. Nei pressi del passaggio a livello sulla SP 147, situato all'ingresso ovest della stazione, sono presenti i resti di una ex casa cantoniera, a nord della quale permangono due ulteriori edifici nell'area merci dell'impianto.
Lo scalo di Monti-Telti non è presenziato, ed il controllo del movimento viene effettuato in remoto dal DCO di Cagliari.

## Movimento
La stazione è servita dai convogli di Trenitalia in servizio sulla Dorsale Sarda, che permettono il collegamento con le varie stazioni attive su questa linea oltre che coi centri del Sassarese.
Sino al 1958 l'impianto ospitava anche il capolinea della ferrovia a scartamento ridotto Monti-Tempio, che collegava lo scalo con i vari centri del Limbara.

## Servizi

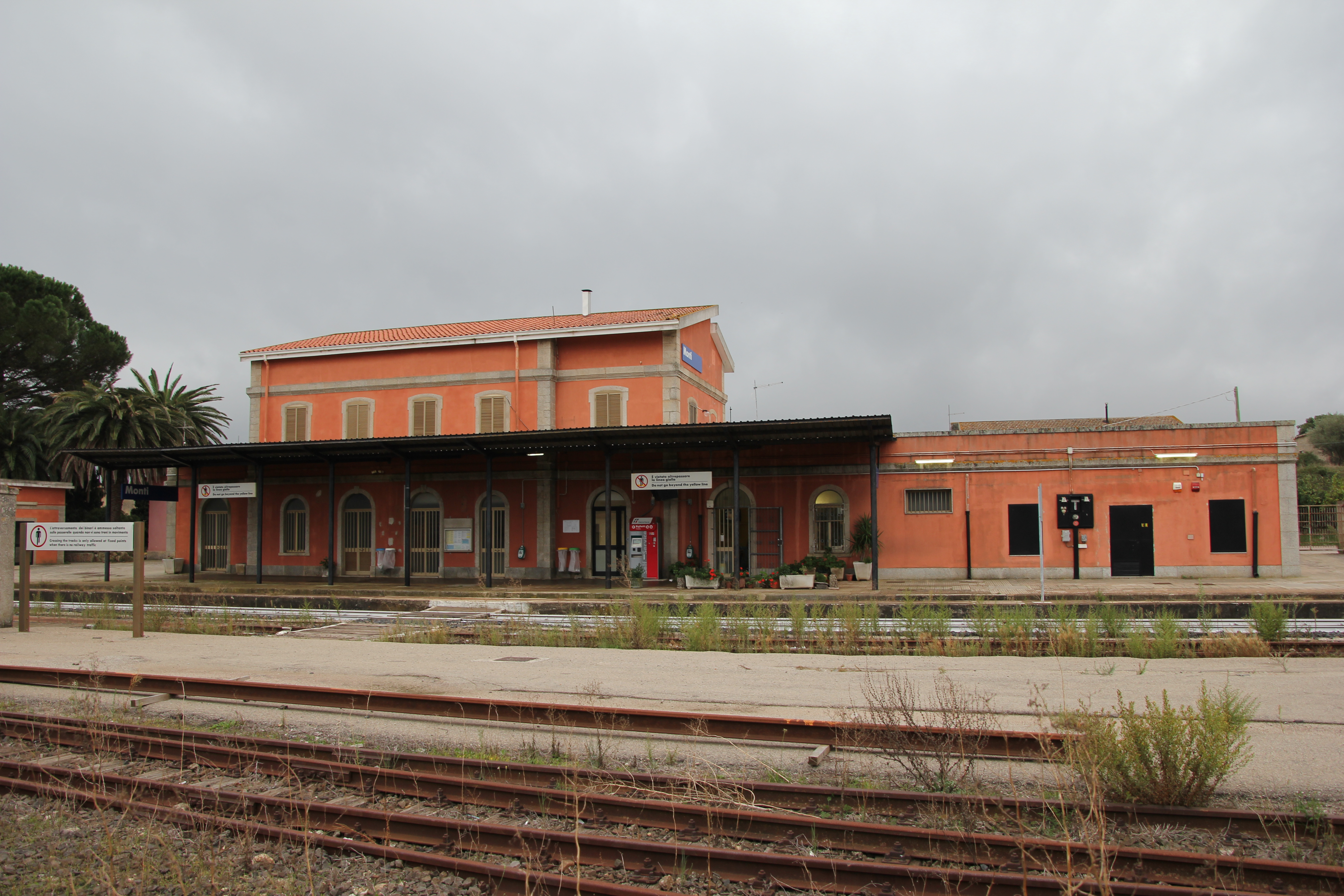
Il fabbricato viaggiatori comprende al suo interno alcuni servizi all'utenza

Dal punto di vista commerciale RFI classifica l'impianto in categoria bronze, ed è accessibile a persone con disabilità di tipo motorio.
All'interno del fabbricato viaggiatori sono ospitati alcuni servizi all'utenza, tra cui una biglietteria automatica, una sala d'attesa ed un bar-tabacchi.
- Biglietteria automatica
- Sala d'attesa
- Servizi igienici
- Bar

## Interscambi

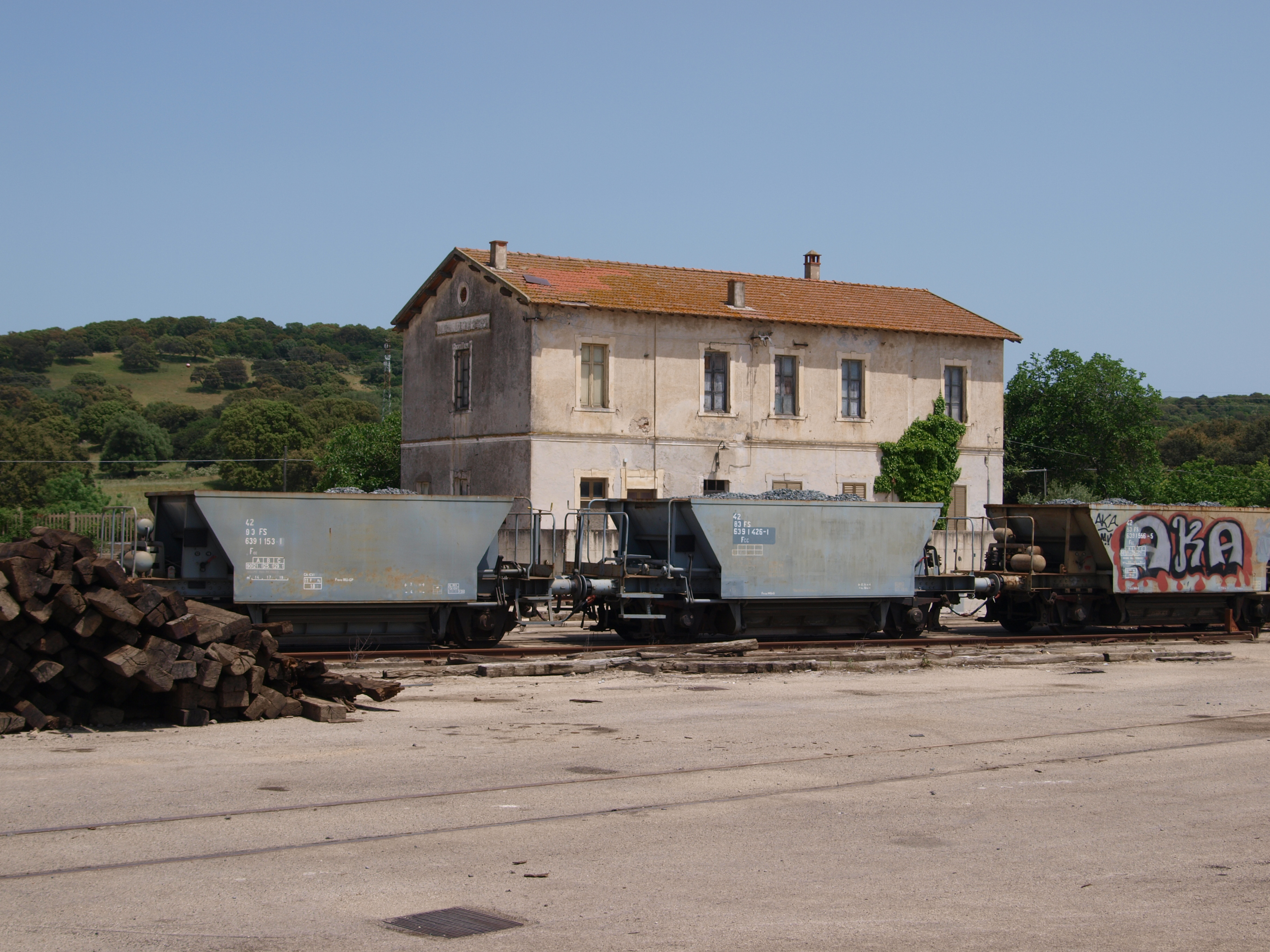
Il fabbricato viaggiatori dell'ex stazione SFSS di Monti, per alcuni anni capolinea della ferrovia per Tempio, poi spostato nello scalo

Lo scalo è raggiunto dalle autolinee urbane della Giagheddu, che garantiscono il collegamento con il centro di Monti. Dinanzi allo scalo è presente inoltre l'ex stazione SFSS di Monti, attiva per un periodo come capolinea per la dismessa linea verso Tempio Pausania, sino all'accordo che portò all'utilizzo della stazione delle allora Ferrovie Reali anche per questa ferrovia, poi dismessa nel 1958.
- Fermata autobus